# Pampero Firpo
Juan Kachmanian (Buenos Aires, 6 de abril de 1930-San José (California), 9 de enero de 2020), conocido profesionalmente como Pampero Firpo e Iván el Terrible fue luchador profesional argentino proveniente de Buenos Aires. Luchó en varias empresas, National Wrestling Alliance, World Wrestling Association y World Wrestling Council.

## Carrera
Fue entrenado por Rudy Dusek, hizo su debut en 1953 con el nombre de Iván el Terrible y luchó con diversos nombres tales como Ervan the Armenian, The Missing Link, The Great Pampero y the Wild Bull of the Pampas, pero su nombre más famoso fue el de Pampero Firpo (llamado así por el boxeador argentino de esa época, Luis Ángel Firpo).
Fue uno de los primeros pioneros en la lucha Hardcore. En la mayoría de su carrera fue Heel pero luego estuvo un tiempo como Face. Sus feudos más notables fueron contra Nick Bockwinkel, Alberto Madril y Apollo Jalisco.
Entre todos los títulos que obtuvo en su carrera, los más destacados fueron El NWA World Tag Team CHampionship (Version Texas), NWA United States Heavyweight Championship y fue el primero en obtener el WWA Americas Heavyweight Championship. Una de sus frases más célebres fue «Ohhh yeah!». Se retiró en 1986 y empezó  a trabajar en United States Postal Service en  San José, California.

## Vida personal
Juan Kachmanian obtuvo la ciudadanía estadounidense en 1965, lo cual consideró uno de los logros más importantes de su vida. Debido a sus constantes viajes profesionales, visitó cinco continentes y 21 países, desarrollando fluidez en ocho idiomas diferentes.
Tras retirarse de la lucha libre en 1986, Kachmanian trabajó aproximadamente 25 años para el Servicio Postal de los Estados Unidos en San José, California, hasta jubilarse a la edad de 78 años.
Estuvo casado y tuvo tres hijos: John, Juli y Mary. En sus últimos años residió en una residencia asistida en Campbell, California, donde falleció por causas naturales el 9 de enero de 2020, a los 89 años.

## Campeonatos y logros
- NWA Tri-State
  - NWA World Junior Heavyweight Championship (1 vez)
- Cauliflower Alley Club
  - Otros Honores (2001)
- Mid-Atlantic Championship Wrestlings
  - NWA Southern Tag Team Championship (Version Mid-Atlantic) (1 vez) - con Larry Hamilton
- Mid-Pacific Promotions
  - NWA Hawaii Heavyweight Championship (1 vez)
  - NWA Hawaii Tag Team Championship (1 vez) - con Jim Hady
- NWA Detroit
  - NWA United States Heavyweight Championship (Version Detroit) (3 veces)
- NWA Big Time Wrestling
  - NWA World Tag Team Championship (Version Texas)(1 vez) - con Tony Borne
- NWA Hollywood Wrestling
  - NWA Americas Heavyweight Championship (2 veces)
  - NWA Americas Tag Team Championship (1 vez) - con Jack Evans
- NWA Southwest Sports
  - NWA Texas Heavyweight Championship (1 vez)
- Pacific Northwest Wrestling
  - NWA Pacific Northwest Heavyweight Championship (1 vez)
- World Wrestling Association
  - WWA Americas Heavyweight Championship (1 vez)
- World Wrestling Council
  - WWC Puerto Rico Heavyweight Championship (1 vez)